# Nigeria op de Olympische Zomerspelen 2020
Nigeria nam deel aan de Olympische Zomerspelen 2020 in Tokio, Japan.

## Medailleoverzicht
| Medaille | Naam               | Sport     | Onderdeel             | Datum      |
| -------- | ------------------ | --------- | --------------------- | ---------- |
| Zilver   | Blessing Oborududu | Worstelen | -68kg vrije stijl (v) | 3 augustus |
|          |                    |           |                       |            |
| Brons    | Ese Brume          | Ateltiek  | verspringen (v)       | 3 augustus |

## Atleten
| sport       | mannen | vrouwen | totaal |
| ----------- | ------ | ------- | ------ |
| Atletiek    | 7      | 7       | 14     |
| Badminton   | 2      | 1       | 3      |
| Basketbal   | 12     | 12      | 24     |
| Gymnastiek  | 1      | 0       | 1      |
| Kanovaren   | 0      | 1       | 1      |
| Roeien      | 0      | 1       | 1      |
| Taekwondo   | 0      | 1       | 1      |
| Tafeltennis | 2      | 2       | 4      |
| Worstelen   | 1      | 4       | 5      |
| Zwemmen     | 0      | 1       | 1      |
| totaal      | 25     | 30      | 55     |

## Sporten

### Atletiek
Mannen
Loopnummers
| atleet              | onderdeel | series | series | kwartfinale | kwartfinale | halve finale   | halve finale   | finale         | finale         |
| atleet              | onderdeel | tijd   | rang   | tijd        | rang        | tijd           | rang           | tijd           | rang           |
| ------------------- | --------- | ------ | ------ | ----------- | ----------- | -------------- | -------------- | -------------- | -------------- |
| Enoch Adegoke       | 100 m     | bye    | bye    | 9,98        | 1 Q         | 10,00          | 2 Q            | DNF            | DNF            |
| Usheoritse Itsekiri | 100 m     | bye    | bye    | 10,15       | 3 Q         | 10,29          | 7              | niet geplaatst | niet geplaatst |
| Divine Oduduru      | 100 m     | bye    | bye    | DSQ         | DSQ         | niet geplaatst | niet geplaatst | niet geplaatst | niet geplaatst |
| Divine Oduduru      | 200 m     | 20,36  | 2 Q    | n.v.t.      | n.v.t.      | 20,16          | 3              | niet geplaatst | niet geplaatst |

Technische nummers
| atleet                | onderdeel   | kwalificaties | kwalificaties | finale  | finale |
| atleet                | onderdeel   | afstand       | rang          | afstand | rang   |
| --------------------- | ----------- | ------------- | ------------- | ------- | ------ |
| Chukwuebuka Enekwechi | kogelstoten | 21,16         | 7 q           | 19,74   | 12     |

Vrouwen
Loopnummers
| atlete | onderdeel    | series | series | kwartfinale | kwartfinale | halve finale   | halve finale   | finale         | finale         |
| atlete | onderdeel    | tijd   | rang   | tijd        | rang        | tijd           | rang           | tijd           | rang           |
| --- | ------------ | ------ | ------ | ----------- | ----------- | -------------- | -------------- | -------------- | -------------- |
| Blessing Okagbare | 100 m        | bye    | bye    | 11,05       | 1 Q         | DNS            | DNS            | niet geplaatst | niet geplaatst |
| Nzubechi Grace Nwokocha | 100 m        | bye    | bye    | 11,00       | 3 Q         | 11,07          | 5              | niet geplaatst | niet geplaatst |
| Nzubechi Grace Nwokocha | 200 m        | 22,47  | 3 Q    | n.v.t.      | n.v.t.      | 22,47          | 4              | niet geplaatst | niet geplaatst |
| Patience Okon George | 400 m        | 52,41  | 7      | n.v.t.      | n.v.t.      | niet geplaatst | niet geplaatst | niet geplaatst | niet geplaatst |
| Tobi Amusan | 100 m horden | 12,72  | 1 Q    | n.v.t.      | n.v.t.      | 12,62          | 1 Q            | 12,60          | 4              |
| Oluwatobiloba Amusan(S) Ese Brume(S) Rosemary Chukwuma Patience Okon George(S) Nzubechi Grace Nwokocha(S) Favour Ofili Blessing Okagbare Knowledge Omovoh | 4x100 m      | 43,25  | 6      | n.v.t.      | n.v.t.      | n.v.t.         | n.v.t.         | niet geplaatst |                |

Technische nummers
| atlete    | onderdeel   | kwalificaties | kwalificaties | finale  | finale |
| atlete    | onderdeel   | afstand       | rang          | afstand | rang   |
| --------- | ----------- | ------------- | ------------- | ------- | ------ |
| Ese Brume | verspringen | 6,76          | 6 Q           | 6,97    | Brons  |

Gemengd
| atlete                                                                            | onderdeel | series     | series | kwartfinale | kwartfinale | halve finale | halve finale | finale         | finale         |
| atlete                                                                            | onderdeel | tijd       | rang   | tijd        | rang        | tijd         | rang         | tijd           | rang           |
| --------------------------------------------------------------------------------- | --------- | ---------- | ------ | ----------- | ----------- | ------------ | ------------ | -------------- | -------------- |
| Patience Okon George(S) Samson Nathaniel(S) Emmanuel Ojeli(S) Imaobong Nse Uko(S) | 4×400 m   | 3.13,60 AR | 7      | n.v.t.      | n.v.t.      | n.v.t.       | n.v.t.       | niet geplaatst | niet geplaatst |

### Badminton
Mannen
| atleet                                 | onderdeel  | groepsfase                         | groepsfase                               | groepsfase                           | groepsfase | eliminatie           | kwartfinale          | halve finale         | finale / BM          | finale / BM |
| atleet                                 | onderdeel  | tegenstander uitslag               | tegenstander uitslag                     | tegenstander uitslag                 | rang       | tegenstander uitslag | tegenstander uitslag | tegenstander uitslag | tegenstander uitslag | rang        |
| -------------------------------------- | ---------- | ---------------------------------- | ---------------------------------------- | ------------------------------------ | ---------- | -------------------- | -------------------- | -------------------- | -------------------- | ----------- |
| Godwin Olofua Anuoluwapo Juwon Opeyori | dubbelspel | H Endo / Y Watanabe V (2–21, 7-21) | K Astrup / A S Rasmussen V (7-21, 10-21) | V Ivanov / I Sozonov V (8-21, 10-21) | 4          | n.v.t.               | niet geplaatst       | niet geplaatst       | niet geplaatst       | 9           |

Vrouwen
| atlete                | onderdeel | groepsfase                  | groepsfase            | groepsfase           | groepsfase | eliminatie           | kwartfinale          | halve finale         | finale / BM          | finale / BM |
| atlete                | onderdeel | tegenstander uitslag        | tegenstander uitslag  | tegenstander uitslag | rang       | tegenstander uitslag | tegenstander uitslag | tegenstander uitslag | tegenstander uitslag | rang        |
| --------------------- | --------- | --------------------------- | --------------------- | -------------------- | ---------- | -------------------- | -------------------- | -------------------- | -------------------- | ----------- |
| Dorcas Ajoke Adesokan | enkelspel | C Azurmendi V (10–21, 2-21) | An S-y V (3-21, 6-21) | n.v.t.               | 3          | niet geplaatst       | niet geplaatst       | niet geplaatst       | niet geplaatst       | 15          |

### Basketbal

#### Zaal
Mannen
| Olympiër | Onderdeel | Resultaat  | Prestatie |
| --- | --------- | ---------- | --------- |
| KZ Okpala Caleb Agada Ekpe Udoh Chimezie Metu Obi Emegano Miye Oni Jahlil Okafor Josh Okogie Gabe Vincent Jordan Nwora Ike Nwamu Precious Achiuwa | mannen    | groepsfase | zie onder |

| Groep |           |             |             |             |             |            |            |            |        |
| #     | Land      | Wedstrijden | Wedstrijden | Wedstrijden | Wedstrijden | Doelpunten | Doelpunten | Doelpunten | Punten |
| #     | Land      | GW          | W           | G           | V           | V          | T          | Saldo      | Punten |
| 1     | Australië | 3           | 3           | 0           | 0           | 259        | 226        | +33        | 6      |
| 2     | Italië    | 3           | 2           | 0           | 1           | 255        | 239        | +16        | 5      |
| 3     | Duitsland | 3           | 1           | 0           | 2           | 257        | 273        | -16        | 4      |
| 4     | Nigeria   | 3           | 0           | 0           | 3           | 230        | 263        | -33        | 3      |

| Ronde        | Datum          | Lokale tijd    | MEZT           | Land           | Score          | Land           |  |
| ------------ | -------------- | -------------- | -------------- | -------------- | -------------- | -------------- |  |
| Groepsfase   |                |                |                |                |                |                |  |
| 25 juli 2021 | 17:20          | 10:20          | Australië      | 84 - 67        | Nigeria        |                |  |
| 28 juli 2021 | 10:00          | 03:00          | Nigeria        | 92 - 99        | Duitsland      |                |  |
| 31 juli 2021 | 13:40          | 06:40          | Italië         | 80 - 71        | Nigeria        |                |  |
|              |                |                |                |                |                |                |  |
| kwartfinale  | niet geplaatst | niet geplaatst | niet geplaatst | niet geplaatst | niet geplaatst | niet geplaatst |  |
|              |                |                |                |                |                |                |  |
| halve finale | niet geplaatst | niet geplaatst | niet geplaatst | niet geplaatst | niet geplaatst | niet geplaatst |  |
|              |                |                |                |                |                |                |  |
| finale       | niet geplaatst | niet geplaatst | niet geplaatst | niet geplaatst | niet geplaatst | niet geplaatst |  |

Vrouwen
| Olympiër | Onderdeel | Resultaat  | Prestatie |
| --- | --------- | ---------- | --------- |
| Amy Okonkwo Pallas Kunaiyi-Akpannah Elizabeth Balogun Aisha Mohammed Promise Amukamara Adaora Elonu Atonye Nyingifa Oderah Chidom Ezinne Kalu Victoria Macaulay Erica Ogwumike Ify Ibekwe | vrouwen   | groepsfase | zie onder |

| Groep |                  |             |             |             |             |            |            |            |        |
| #     | Land             | Wedstrijden | Wedstrijden | Wedstrijden | Wedstrijden | Doelpunten | Doelpunten | Doelpunten | Punten |
| #     | Land             | GW          | W           | G           | V           | V          | T          | Saldo      | Punten |
| 1     | Verenigde Staten | 3           | 3           | 0           | 0           | 260        | 223        | +37        | 6      |
| 2     | Japan            | 3           | 2           | 0           | 1           | 245        | 239        | +6         | 5      |
| 3     | Frankrijk        | 3           | 1           | 0           | 2           | 239        | 229        | +10        | 4      |
| 4     | Nigeria          | 3           | 0           | 0           | 3           | 217        | 270        | -53        | 3      |

| Ronde           | Datum          | Lokale tijd    | MEZT           | Land           | Score            | Land           |  |
| --------------- | -------------- | -------------- | -------------- | -------------- | ---------------- | -------------- |  |
| groepsfase      |                |                |                |                |                  |                |  |
| 27 juli 2021    | 13:40          | 06:40          | Nigeria        | 72 - 81        | Verenigde Staten |                |  |
| 30 juli 2021    | 17:20          | 10:20          | Frankrijk      | 87 - 62        | Nigeria          |                |  |
| 2 augustus 2021 | 10:00          | 03:00          | Nigeria        | 82 - 102       | Japan            |                |  |
|                 |                |                |                |                |                  |                |  |
| kwartfinale     | niet geplaatst | niet geplaatst | niet geplaatst | niet geplaatst | niet geplaatst   | niet geplaatst |  |
|                 |                |                |                |                |                  |                |  |
| halve finale    | niet geplaatst | niet geplaatst | niet geplaatst | niet geplaatst | niet geplaatst   | niet geplaatst |  |
|                 |                |                |                |                |                  |                |  |
| finale          | niet geplaatst | niet geplaatst | niet geplaatst | niet geplaatst | niet geplaatst   | niet geplaatst |  |

### Gymnastiek

#### Turnen
Mannen
| atleet   | onderdeel | kwalificatie | kwalificatie | kwalificatie | kwalificatie | kwalificatie | kwalificatie | kwalificatie | kwalificatie | finale         | finale         | finale         | finale         | finale         | finale         | finale         | finale         |
| atleet   | onderdeel | toestel      | toestel      | toestel      | toestel      | toestel      | toestel      | totaal       | positie      | toestel        | toestel        | toestel        | toestel        | toestel        | toestel        | totaal         | positie        |
| atleet   | onderdeel | vloer        | voltige      | ringen       | sprong       | brug         | rekstok      | totaal       | positie      | vloer          | voltige        | ringen         | sprong         | brug           | rekstok        | totaal         | positie        |
| -------- | --------- | ------------ | ------------ | ------------ | ------------ | ------------ | ------------ | ------------ | ------------ | -------------- | -------------- | -------------- | -------------- | -------------- | -------------- | -------------- | -------------- |
| Uche Eke | meerkamp  | 12,833       | 12,866       | 11,900       | 13,433       | 12,233       | 11,500       | 74,765       | 58           | niet geplaatst | niet geplaatst | niet geplaatst | niet geplaatst | niet geplaatst | niet geplaatst | niet geplaatst | niet geplaatst |

### Kanovaren
Vrouwen
Sprint
| atlete                 | onderdeel | series | series | kwartfinale | kwartfinale | halve finale   | halve finale   | finale         | finale         |
| atlete                 | onderdeel | tijd   | rang   | tijd        | rang        | tijd           | rang           | tijd           | rang           |
| ---------------------- | --------- | ------ | ------ | ----------- | ----------- | -------------- | -------------- | -------------- | -------------- |
| Ayomide Emmanuel Bello | C-1 200 m | 47,539 | 3 KF   | 47,326      | 3           | niet geplaatst | niet geplaatst | niet geplaatst | niet geplaatst |

### Roeien
Vrouwen
| atlete      | onderdeel | series  | series | herkansingen | herkansingen | kwartfinale | kwartfinale | halve finale | halve finale | finale  | finale |
| atlete      | onderdeel | tijd    | rang   | tijd         | rang         | tijd        | rang        | tijd         | rang         | tijd    | rang   |
| ----------- | --------- | ------- | ------ | ------------ | ------------ | ----------- | ----------- | ------------ | ------------ | ------- | ------ |
| Esther Toko | skiff     | 8.58,49 | 5 H    | 9.07,54      | 4 HE/F       | n.v.t.      | n.v.t.      | 9.07,70      | 3 FE         | 8.42,78 | 30     |

Legenda: FA=finale A (medailles); FB=finale B (geen medailles); FC=finale C (geen medailles); FD=finale D (geen medailles); FE=finale E (geen medailles); FF=finale F (geen medailles); HA/B=halve finale A/B; HC/D=halve finale C/D; HE/F=halve finale E/F; KF=kwartfinale; H=herkansing

### Taekwondo
Vrouwen
| atlete              | onderdeel | eerste ronde         | kwartfinale          | halve finale         | herkansing           | finale / BM          | finale / BM    |
| atlete              | onderdeel | tegenstander uitslag | tegenstander uitslag | tegenstander uitslag | tegenstander uitslag | tegenstander uitslag | rang           |
| ------------------- | --------- | -------------------- | -------------------- | -------------------- | -------------------- | -------------------- | -------------- |
| Elizabeth Anyanacho | -67 kg    | Tatar V 7 - 12       | niet geplaatst       | niet geplaatst       | niet geplaatst       | niet geplaatst       | niet geplaatst |

### Tafeltennis
Mannen
| atleet          | onderdeel | voorronde            | eerste ronde         | tweede ronde         | derde ronde          | vierde ronde         | kwartfinale          | halve finale         | finale / BM          | finale / BM    |
| atleet          | onderdeel | tegenstander uitslag | tegenstander uitslag | tegenstander uitslag | tegenstander uitslag | tegenstander uitslag | tegenstander uitslag | tegenstander uitslag | tegenstander uitslag | rang           |
| --------------- | --------- | -------------------- | -------------------- | -------------------- | -------------------- | -------------------- | -------------------- | -------------------- | -------------------- | -------------- |
| Olajide Omotayo | enkelspel | bye                  | Apolónia V 0 - 4     | niet geplaatst       | niet geplaatst       | niet geplaatst       | niet geplaatst       | niet geplaatst       | niet geplaatst       | niet geplaatst |
| Quadri Aruna    | enkelspel | bye                  | bye                  | bye                  | Tsuboi V 2 - 4       | niet geplaatst       | niet geplaatst       | niet geplaatst       | niet geplaatst       | niet geplaatst |

Vrouwen
| atlete             | onderdeel | voorronde            | eerste ronde         | tweede ronde         | derde ronde          | vierde ronde         | kwartfinale          | halve finale         | finale / BM          | finale / BM    |
| atlete             | onderdeel | tegenstander uitslag | tegenstander uitslag | tegenstander uitslag | tegenstander uitslag | tegenstander uitslag | tegenstander uitslag | tegenstander uitslag | tegenstander uitslag | rang           |
| ------------------ | --------- | -------------------- | -------------------- | -------------------- | -------------------- | -------------------- | -------------------- | -------------------- | -------------------- | -------------- |
| Offiong Edem       | enkelspel | bye                  | Madarász W 4 - 1     | Zhang V 1 - 4        | niet geplaatst       | niet geplaatst       | niet geplaatst       | niet geplaatst       | niet geplaatst       | niet geplaatst |
| Olufunke Oshonaike | enkelspel | Juan V 1 - 4         | niet geplaatst       | niet geplaatst       | niet geplaatst       | niet geplaatst       | niet geplaatst       | niet geplaatst       | niet geplaatst       | niet geplaatst |

### Worstelen

#### Vrije stijl
Mannen
| atleet            | onderdeel | eerste ronde         | kwartfinale          | halve finale         | herkansing           | finale / BM          | finale / BM    |
| atleet            | onderdeel | tegenstander uitslag | tegenstander uitslag | tegenstander uitslag | tegenstander uitslag | tegenstander uitslag | rang           |
| ----------------- | --------- | -------------------- | -------------------- | -------------------- | -------------------- | -------------------- | -------------- |
| Ekerekeme Agiomor | −86 kg    | Punia V 1 - 12       | niet geplaatst       | niet geplaatst       | niet geplaatst       | niet geplaatst       | niet geplaatst |

Vrouwen
| atleet             | onderdeel | eerste ronde         | kwartfinale             | halve finale         | herkansing           | finale / BM          | finale / BM    |
| atleet             | onderdeel | tegenstander uitslag | tegenstander uitslag    | tegenstander uitslag | tegenstander uitslag | tegenstander uitslag | rang           |
| ------------------ | --------- | -------------------- | ----------------------- | -------------------- | -------------------- | -------------------- | -------------- |
| Adijat Idris       | −50 kg    | Livach V 0 - 10      | niet geplaatst          | niet geplaatst       | niet geplaatst       | niet geplaatst       | niet geplaatst |
| Odunayo Adekuoroye | −57 kg    | Nichita V 2 - 8      | niet geplaatst          | niet geplaatst       | niet geplaatst       | niet geplaatst       | niet geplaatst |
| Aminat Adeniyi     | -62 kg    | Koljadenko V 0 - 10  | niet geplaatst          | niet geplaatst       | niet geplaatst       | niet geplaatst       | niet geplaatst |
| Blessing Oborududu | -68 kg    | Manolova W 13 - 2    | Zhumanazarova W " 3 - 2 | Battsetseg W 7 - 2   | bye                  | Mensah V 1 - 4       | Zilver         |

### Zwemmen
Vrouwen
| atlete           | onderdeel        | series | series | halve finale   | halve finale   | finale         | finale         |
| atlete           | onderdeel        | tijd   | rang   | tijd           | rang           | tijd           | rang           |
| ---------------- | ---------------- | ------ | ------ | -------------- | -------------- | -------------- | -------------- |
| Abiola Ogunbanwo | 100 m vrije slag | 59,74  | 48     | niet geplaatst | niet geplaatst | niet geplaatst | niet geplaatst |